# サント
サント（Saintes）は、フランス、ヌーヴェル＝アキテーヌ地域圏、シャラント＝マリティーム県の町。周辺のコミューンとともに人口約55,000人の都市圏を形成している。市内は14の行政区に分かれている。

## 地理
県中央部の東寄り、シャラント川の両岸に広がる。ラ・ロシェルとボルドーを結ぶA10高速道の中間地点に位置する。

## 歴史

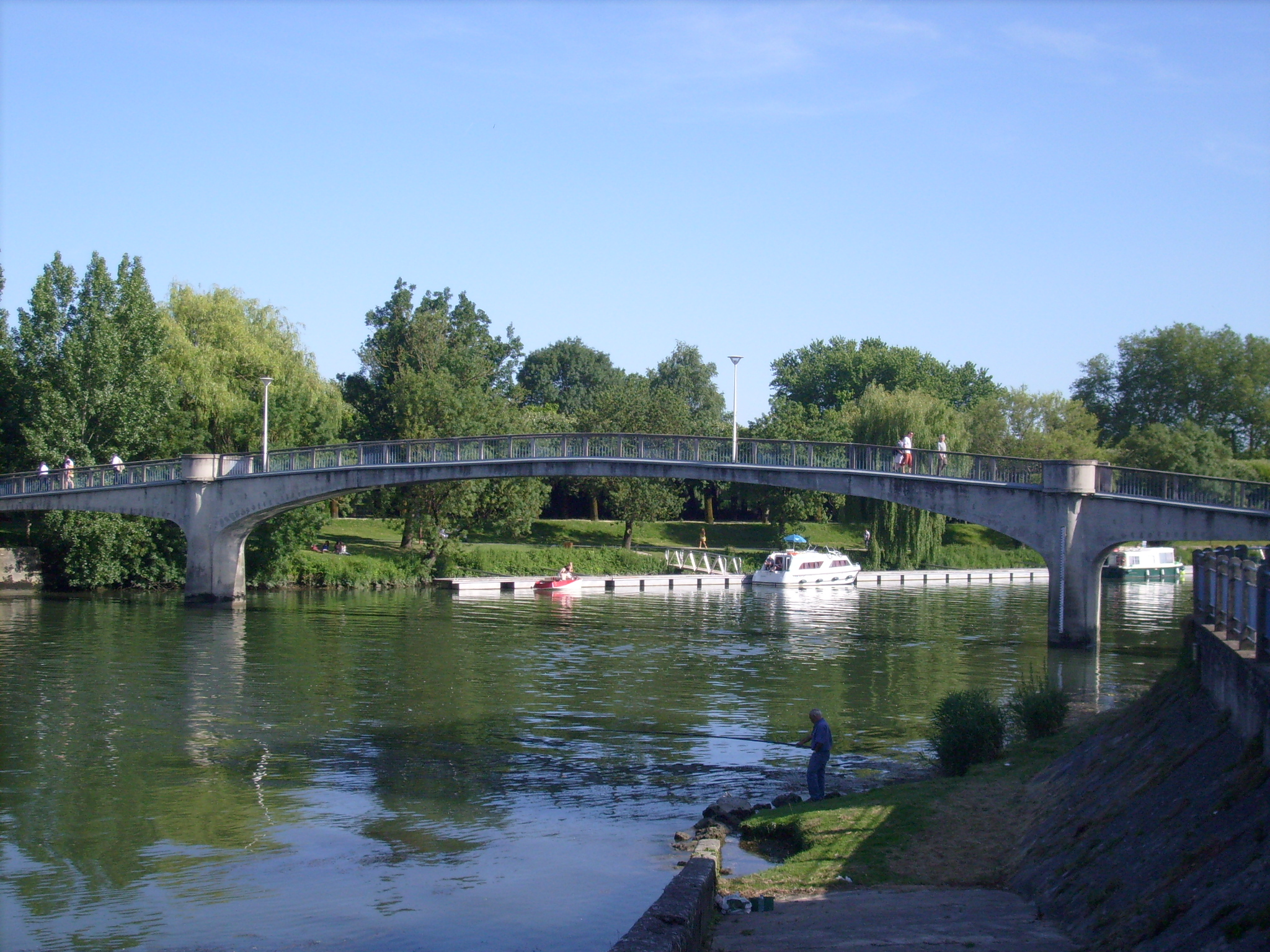
シャラント川

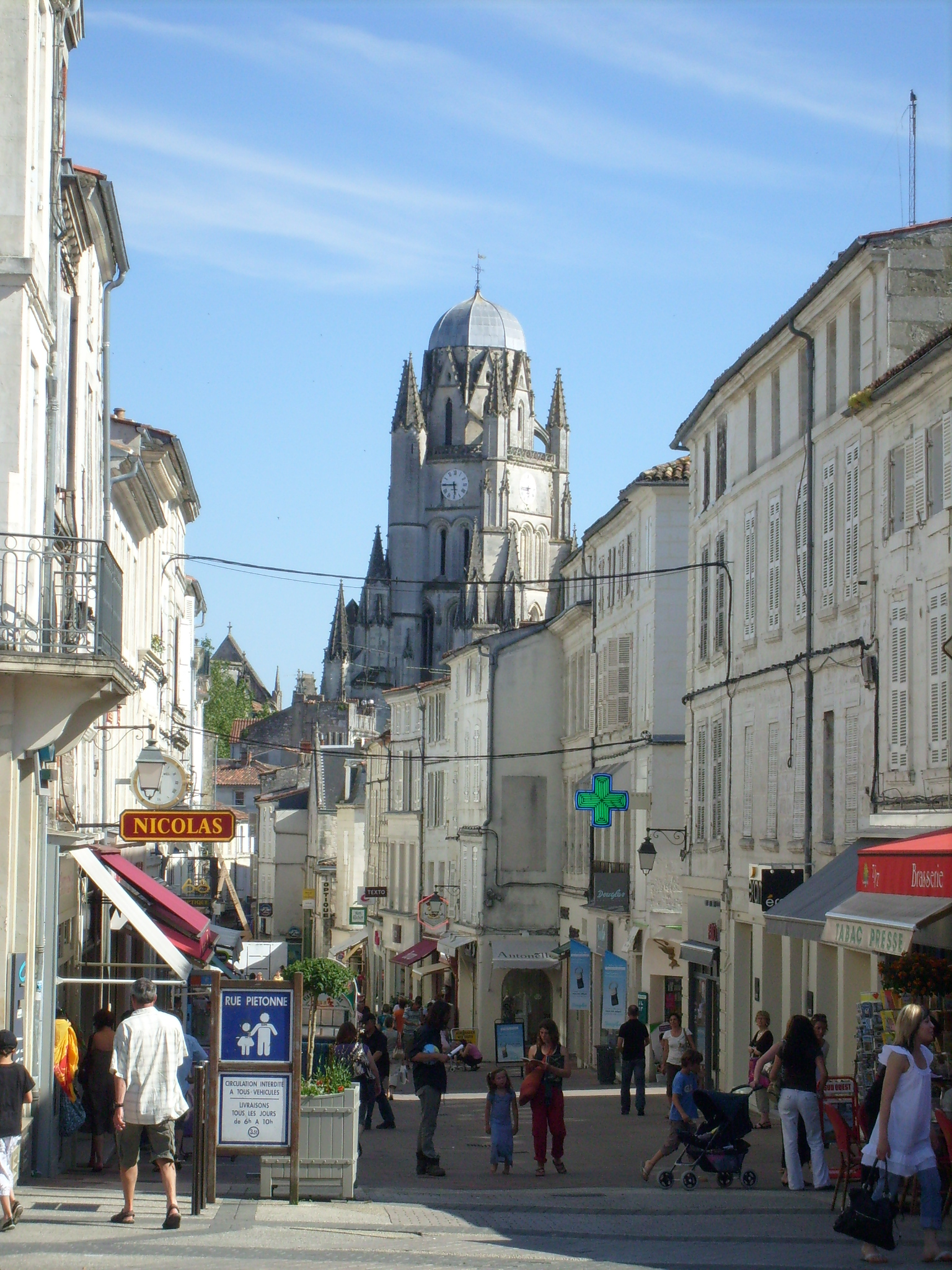
市内のアルザス＝ロレーヌ通り

溝の遺構、そして新石器時代後期の陶器窯の跡が、Diconcheと呼ばれた地の近くにあった。
紀元前3世紀頃サントンジュ地方を支配していた、ガリア系のサントン族（fr）の勢力下にあったオッピドゥムは1つ以上あったと見られる。実際の都市の出現はローマ軍によるサントンジュ征服後、紀元1世紀半ばと証明されている。アウグストゥス帝時代に都市は急速に重要性を増し、Mediolanum Santonumの名でローマ属州ガリア・アクィタニアの最初の首都となった。
ユリウス＝クラウディウス朝時代（アンフィテアトルム、ゲルマニクス門）、フラウィウス朝時代、五賢帝時代（サン＝サローヌ温泉）に都市は印象的な記念物で飾り立てられた。2世紀半ばには、ほぼ100ヘクタールの土地に1万人から2万人の人々が暮らしていた。約1世紀後、蛮族の侵攻と無秩序の時代が、城壁に囲まれたカストラの中の都市の衰退を招いた。城壁はいくつかの聖堂や神殿を解体した資材で作られていた。この時代にキリスト教が伝来したと見られている。一説では、初代司教にして殉教者エウトロピウスの影響があった。
8世紀の憲章において、都市の名はSanctonasと記された。10世紀にはSanctone、中世後期にはXainctesと記された。現在のつづりは18世紀から使用されている。フランス革命中の1793年、王政や封建政治、迷信を連想させる都市名の改名が命じられ、Xanteと変えられた。
中世に入ると西ゴート族、ヴァイキング、サラセン人が相次いで侵攻し、政治的に不安定な都市はメロヴィング朝とカロリング朝の2度、アクイタニア王国に併合された。9世紀から10世紀の不安定な時代は、司教の不在の時期と重なった。
11世紀、アキテーヌ公領であったサントは城壁を整備し、カピトル丘に城を建設した。同じ頃、クリュニーの兄弟たちが聖エウトロピウスに捧げる聖堂建設を支援した。これが現在のサン・ウトロープ聖堂で、たちまちサンティアゴの巡礼路の休息所となった。並行して、シャラント川右岸に、ベネディクト会による女子修道院、ダーム修道院がつくられた。
フランス王ルイ7世妃にしてアキテーヌ女公であるアリエノール・ダキテーヌが、1152年にルイ7世と離婚してアンジュー伯兼ノルマンディー公アンリ（後のイングランド王ヘンリー2世）と再婚すると、アキテーヌ全体がイングランド領となった。1242年、ラ・マルシュ伯ユーグ10世・ド・リュジニャン（ジョン王の後妻イザベラ・オブ・アングレームの再婚相手）がルイ9世に対して反乱を起こしたことで、ルイ9世率いるフランス軍はアキテーヌを併合しようとし、ユーグ10世の継子でアキテーヌ公・イングランド王のヘンリー3世が遠征軍を率いて上陸した。両軍はサントの城外で衝突（タイユブールの戦い）、敗北したヘンリー3世はサントンジュ地方の一部を失った。サントはフランス＝アキテーヌ国境の町となったが、正式にサントがフランスに併合されたのは1404年である。
16世紀に起きたユグノー戦争によるユグノーとカトリック両派の衝突は、都市の記念物の一部を破壊した。対抗宗教改革政策で都市に平和が戻ると、多くの修道会がサントにやってきた。一方でユグノーへの寛容は薄れ、改宗を嫌った亡命者が相次いだ。
1790年、サントは新設されたシャラント＝アンフェリウール県の県都となった。1802年、コンコルダートによってサント司教座はラ・ロシェル司教座と統合され、サントは司教座を失った。その8年後に県都がラ・ロシェルへ移され、経済停滞の時代はフランス第二帝政末期まで続いた。1867年に鉄道が敷かれた。

## 交通
- 空港 - 最寄は約35km離れたロシュフォール-サンタニャン空港
- 道路 - A-10（南北）、A-837、N-137、N-141（コニャック、リモージュ方面）
- 鉄道 - TERポワトゥー＝シャラント、サント駅。ナント、ボルドー、アングレーム、ニオール、ロワイヤンへの路線あり。

## みどころ
- ゲルマニクス門 - ティベリウス帝時代の紀元18年か19年に、ゲルマニクスを讃えつくられた。
- アンフィテアトルム
- サン＝ピエール聖堂 - ゴシック様式。現在、ラ・ロシェル＝サント司教座の聖堂
- サン＝ウトロープ教会 - ロマネスク様式。マイナー・バシリカ

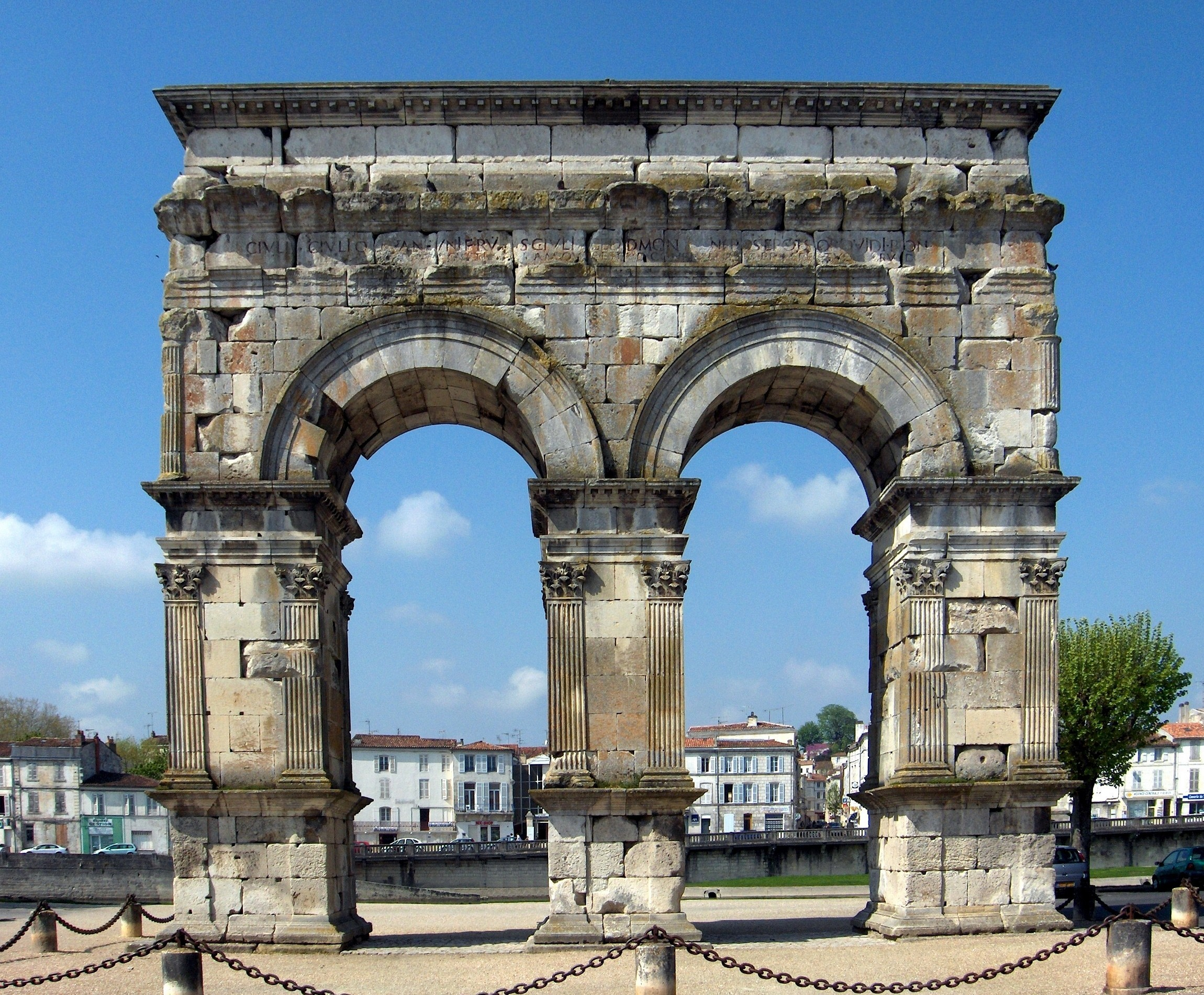
ゲルマニクス門
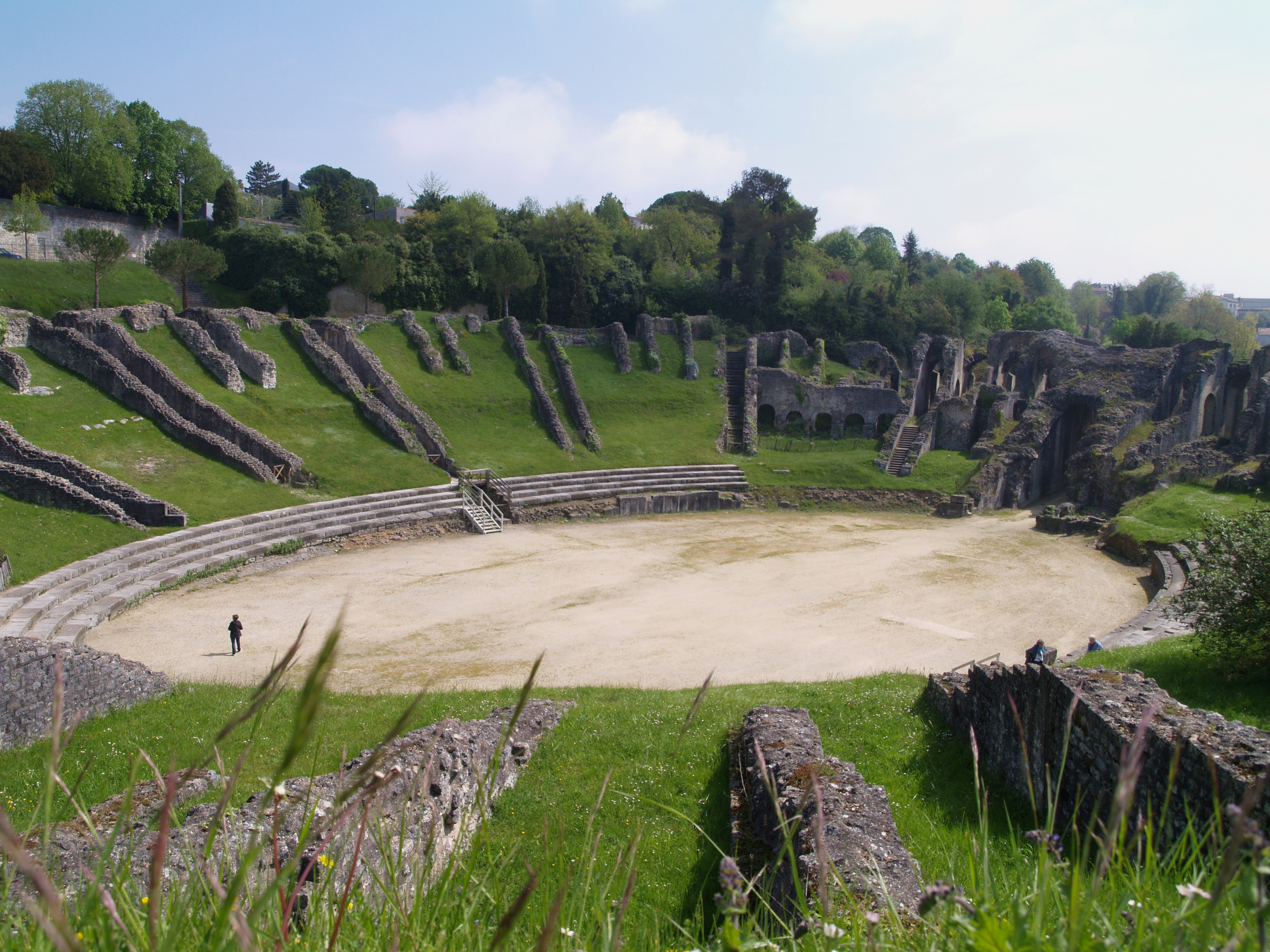
アンフィテアトルム
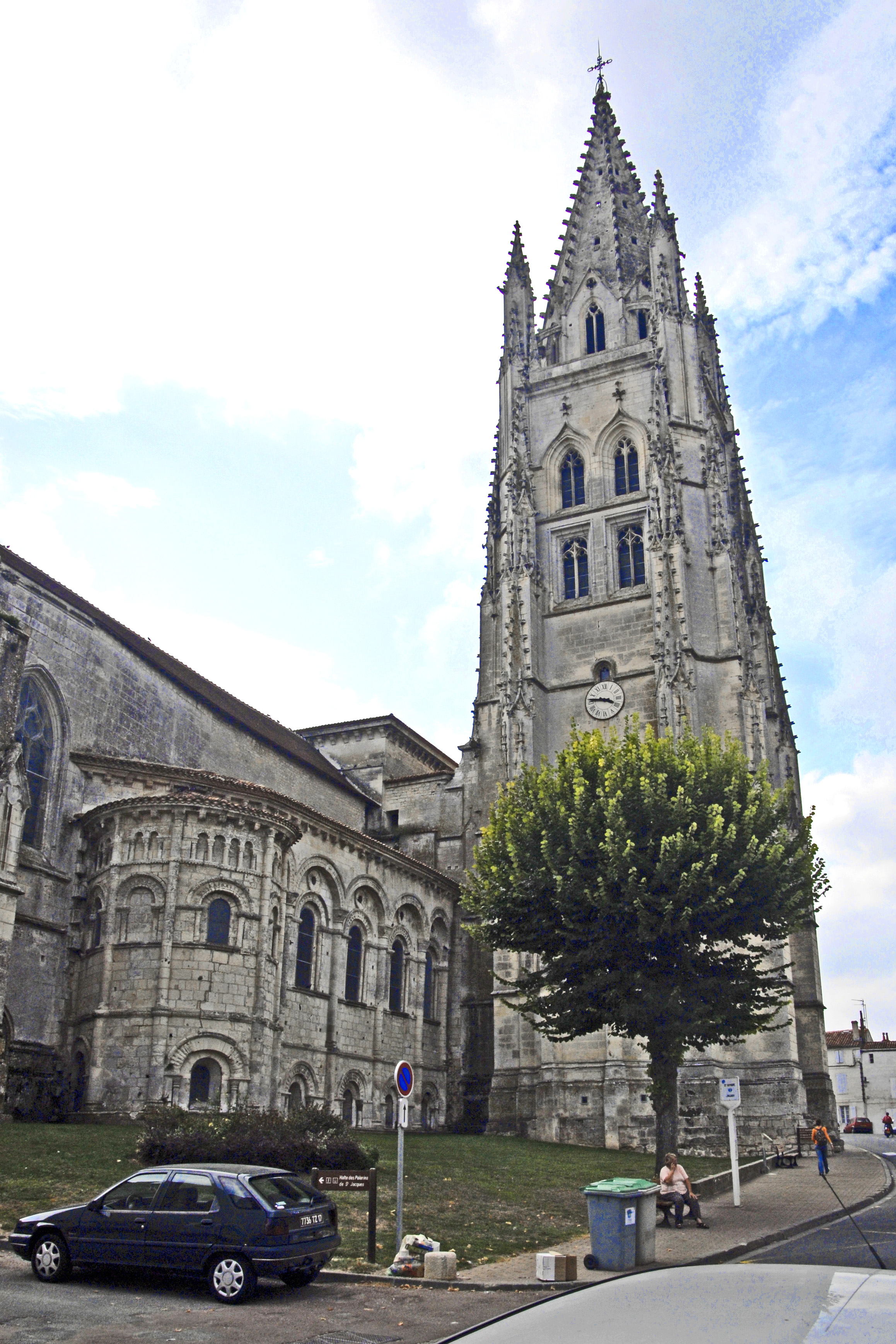
サン＝ウトロープ教会
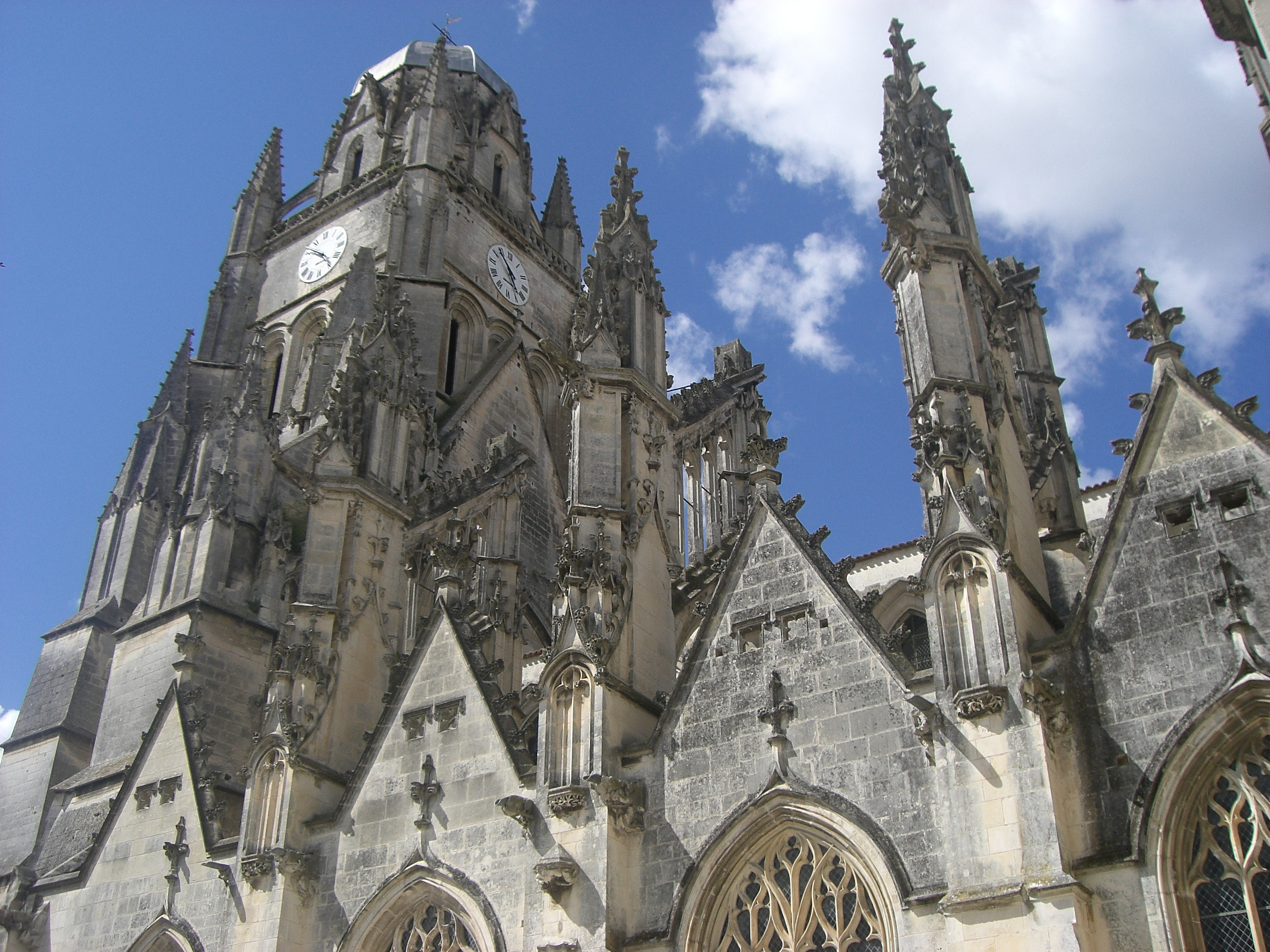
サン＝ピエール聖堂
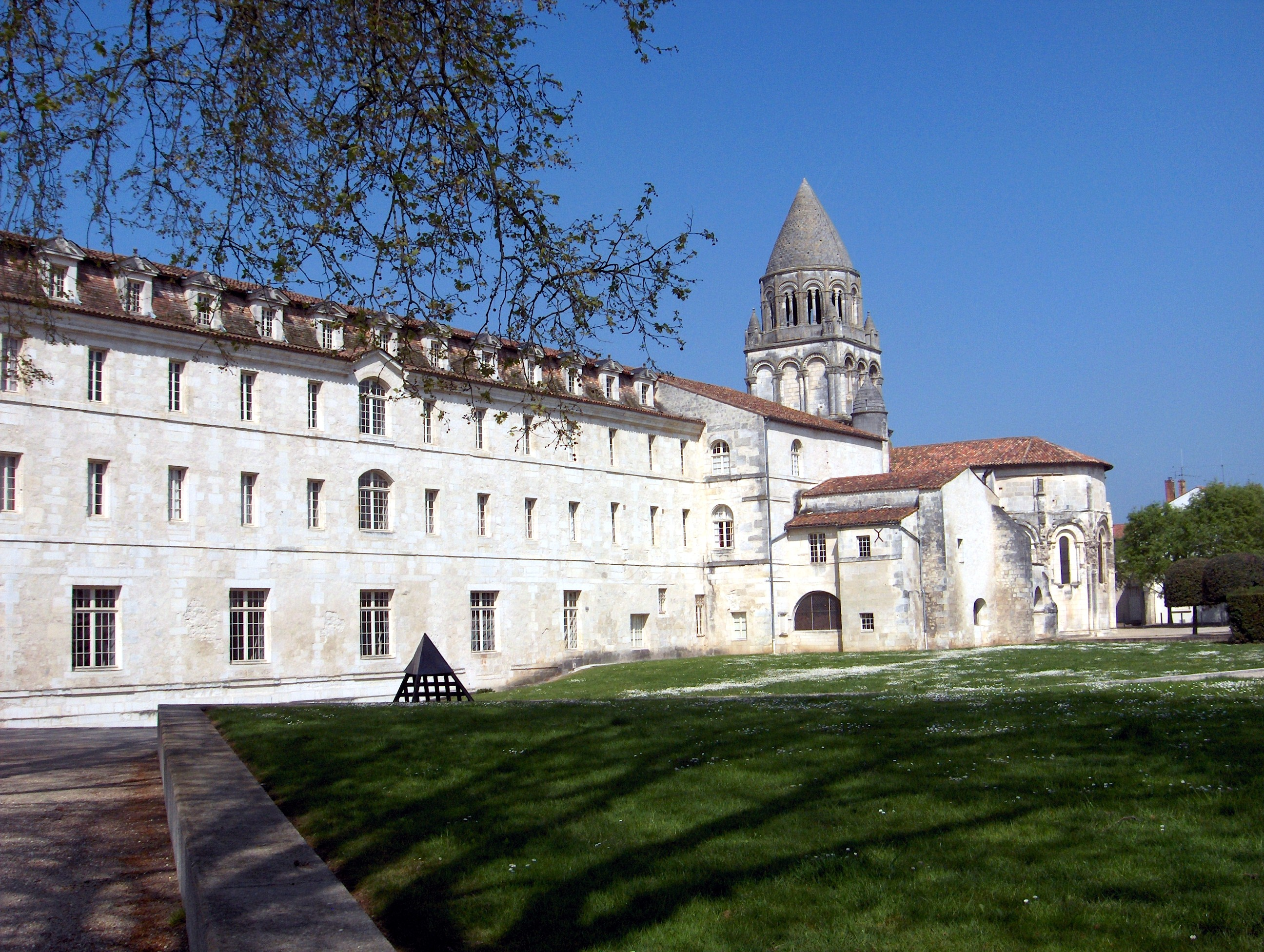
ダーム修道院

## 出身者
- ジョゼフ・ギヨタン

## 姉妹都市
- ニヴェル、ベルギー
- トンブクトゥ、マリ共和国
- ウラジーミル (ウラジーミル州)、ロシア
- ソールズベリー、イギリス
- クエバス・デル・アルマンソラ、スペイン
- クサンテン、ドイツ